# Fran Tarkenton
Francis Asbury Tarkenton, detto Fran (Richmond, 3 febbraio 1940), è un ex giocatore di football americano e imprenditore statunitense, famoso per i suoi anni trascorsi nei Minnesota Vikings e nei New York Giants, oltre ad essere stato un commentatore del Monday Night Football e coconduttore del programma That's Incredible! All'epoca del suo ritiro, Tarkenton deteneva quasi tutti i maggiori record per un quarterback. Nel 1986 è stato inserito nella Pro Football Hall of Fame.
Fran giocò la prima volta coi Vikings tra il 1961 ed il 1966, prima di essere venduto ai Giants per cinque stagioni, salvo fare ritorno nel Minnesota per gli ultimi sette anni della carriera. Tarkenton guidò i Vikings a tre Super Bowl nel corso degli anni settanta, perdendoli tutti. Nel 1975 fu nominato miglior giocatore della stagione dell'NFL.
Tarkenton fondò anche la Tarkenton Software, una compagnia sviluppatrice di programmi per computer e viaggiò per gli Stati Uniti promuovendo CASE (computer-aided software engineering) con Albert F. Case, Jr. della Nastec Corporation. La Tarkenton Software in seguito si fuse con KnowledgeWare (con Tarkenton come presidente), fino alla vendita della compagnia alla Sterling Software nel 1994.

## Carriera

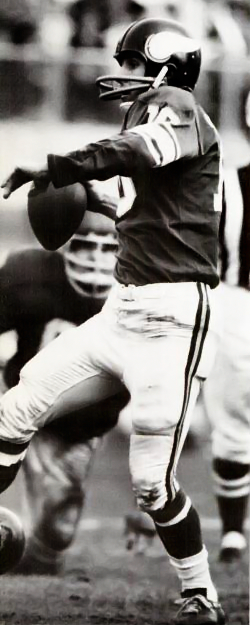
Tarkenton coi Vikings nel 1965.

I Minnesota Vikings scelsero Tarkenton nel terzo giro del Draft NFL 1961 mentre fu scelto nel quinto giro del Draft AFL 1961 dai Boston Patriots. Il giocatore optò per firmare con i Vikings. Tarkenton, ventunenne, giocò la sua prima gara nella National Football League (che fu anche la prima della storia per i Vikings) il 17 settembre contro i Chicago Bears, entrando dalla panchina e guidando la sua squadra alla vittoria in rimonta, passando 250 yard, quattro touchdown e segnandone un quinto su corsa. Tarkenton rimase l'unico giocatore della storia ad avere passato quattro touchdown nella sua gara di debutto fino al 2015, quando fu eguagliato da Marcus Mariota.
Giocò con i Vikings fino 1966, scontrandosi spesso con l'allenatore Norm Van Brocklin, mai stato entusiasta di avere un quarterback così mobile, uno stile di gioco che fu proprio Tarkenton a rendere famoso nella NFL. A Tarkenton furono dati i soprannomi di "The Mad Scrambler," "Frantic Fran" e "Scramblin' Fran" perché spesso correva per il campo nel tentativo di evitare i sack degli avversari.
Tarkenton fu scambiato coi New York Giants nel 1967 (per due scelte del primo giro e due scelte del secondo giro), dove giocò per cinque stagioni. I suoi sforzi aiutarono i Giants a ridestarsi dai bassifondi della NFL (avevano terminato con un record di 1-12-1 nel 1966) migliorando sensibilmente. Nella prima gara della stagione 1969, i Giants di Tarkenton affrontarono i Vikings. Dopo essersi trovati in svantaggio per 23-10 nel quarto periodo, Tarkenton lanciò due passaggi da touchdown, andando a vincere in rimonta per 24-23 contro la sua ex squadra. I 24 punti concessi da Minnesota quell'anno furono il massimo subito in una stagione che li vide terminare con la miglior difesa della lega.
Tarkenton fu a sua volta scambiato con Minnesota nel 1972, per tre giocatori più una scelta del primo e del secondo giro. Guidò i Vikings a raggiungere tre Super Bowl negli anni settanta, perdendoli tutti. Nel primo, Minnesota fu sconfitta dai Miami Dolphins 24–7 a Houston. Nel secondo dai Pittsburgh Steelers in una battaglia difensiva persa per 16-6 a New Orleans e nell'ultimo i Vikings furono spazzati via dagli Oakland Raiders 32-14 al Rose Bowl di Pasadena.
Tarkenton fu premiato come MVP della NFL nel 1975, venendo inserito anche nel First-team All-Pro. Fu invece inserito nel Second-team All-Pro nel 1973 e nella formazione ideale della NFC nel 1972 e 1976. In carriera fu convocato per nove Pro Bowl.

## Palmarès

### Franchigia
- National Football Conference Championship: 3

Minnesota Vikings: 1973, 1974, 1976

### Individuale
- MVP della NFL: 1

1975
- MVP del Pro Bowl: 1

1964
- Miglior giocatore offensivo dell'anno della NFL: 1

1975
- Convocazioni al Pro Bowl: 9

1964, 1966, 1967, 1968, 1969, 1970, 1974, 1975, 1976
- First-Team All-Pro: 2

1973, 1975
- Second-Team All-Pro: 1

1970
- Leader della NFL in passaggi da touchdown: 1

1975
- Giocatore dell'anno della NFC: 1

1975
- Giocatore offensivo dell'anno della NFC: 1

1975
- Bert Bell Award: 1

1975
- Classificato al #91 tra i migliori cento giocatori di tutti i tempi da NFL.com
- Pro Football Hall of Fame (Classe del 1986)
- College Football Hall of Fame
- Minnesota Vikings Ring of Honor
- Squadra ideale del 25º anniversario dei Minnesota Vikings
- Squadra ideale del 40º anniversario dei Minnesota Vikings
- I 50 più grandi Vikings
- Numero 10 ritirato dai Vikings